# جيمس ديميو
جيمس ديميو (بالإنجليزية: James DeMeo)‏ (James DeMeo) (مواليد 14 كانون الثاني/يناير 1949 في الولايات المتحدة الأمريكية) هو جغرافي أمريكي يؤسس لأبحاثه التجريبية على أعمال ويلهلم رايخ حول العلاقة بين الجنس والاقتصاد وكذلك أعماله حول ما سماه علم الأورغون. نشر في سنة 1986 أطروحة أكاديمية نتيجة لهذه الأبحاث وفي 1998 نشر بناءً على ذلك كتاب «صحراسيا» (كلمة ابتدعها من كلمات صحراء، عربية وآسيا)، وهو وفقا للعنوان الموسع دراسة لأصول الاعتداء على الأطفال، الكبت الجنسي، الحروب والعنف الاجتماعي في الفترة حوالي 4000 قبل بداية التقويم في المناطق الصحراوية في العالم القديم.

## «صحراسيا»
نشر ديميو نتائج دراساته الواسعة تحت عنوان «صحراسيا» لتقديم أطروحته الرئيسة القائلة أن "الانتقال من ظروف مناخية رطبة نسبيا إلى الظروف المناخية الجافة للغاية والتصحر الناتج عنها في شمال أفريقيا والشرق الأوسط وآسيا الوسطى حوالي 4000 قبل بداية التقويم، قد رافقه تبدل المجتمعات من نظام أمومي ("غير متقوقع") إلى نظام أبوي ("متقوقع"). وقد انتشر النظام الأبوي من هذا الحزام الصحراوي، الذي يسميه ديميو «صحراسيا»، تحت ضغط التصحر والخراب البيئي والمجاعات والهجرات القسرية بكل ما يحمله هذا النظام من قمع وعادات وتقاليد قسرية تفرض حالات من التقوقع على المجتمعات.
يربط ديميو بين سلوكيات كإهمال الأطفال وسوء معاملتهم وفرض الطاعة العمياء عليهم والكبت الجنسي لدى الفتيان والفتيات وقهر المرأة، مترافقة مع هيكلية اجتماعية هرمية وديانات توحيدية وعنف اجتماعي وحروب. ثم يعرضها في خرائط جغرافية تشرح هذه العلاقات.
تخلص هذه المقارنة إلى أن ثقافات حزام الصحراء (الصحراء الكبرى، الشرق الأدنى / الأوسط وآسية الوسطى) تظهر أكثر من غيرها عناصر النظام الأبوي والتسلط وسلبية الجنس وإخضاع الإناث والاعتداء على الأطفال. فهي ثقافات أبوية وشديدة التقوقع ومائلة للتسلط.
كذلك تظهر المقارنة أن المناطق البعيدة عن «صحراسيا» كأوقيانوسيا والعالم الجديد، طورت غالبا أنواعاً من الثقافات الأمومية السلمية والتعاونية.
بين هذه المجالات الثقافية مناطق تتداخل فيها أنواع الثقافة مع بعضها.
أشارت جميع البيانات المتاحة أن منطقة منبع أنظمة الثقافة الأبوية الحربية تقع في «صحراسيا»، عندما تحولت هذه المنطقة من سافانا قليلة الأشجار إلى مناطق صحراوية منذ حوالي 4000 قبل بدء التقويم.
لا تجد أطروحة «صحراسيا» أي صدى أو أهتمام في الخطاب العلمي.

## منشورات
- Preliminary Analysis of Changes in Kansas Weather Coincidental to Experimental Operations with a Reich Cloudbuster. KU Geography-Meteorology Dept, Thesis, 1979
- On the Origins and Diffusion of Patrism: The Saharasian Connection. KU Geography-Meteorology Dept, Dissertation, 1986
- Saharasia: The 4000 BCE Origins of Child Abuse, Sex-Repression, Warfare and Social Violence in the Deserts of the Old World. The Revolutionary Discovery of a Geographic Basis to Human Behavior, Greensprings OR, 1998 http://www.saharasia.org/
- Der Orgonakkumulator. Ein Handbuch, Zweitausendeins, Frankfurt 1994 (7. Aufl. 2001) ISBN 3-86150-067-1
- Entstehung und Ausbreitung des Patriarchats – die »Saharasia«-These, in: Nach Reich: Neue Forschungen zur Orgonomie, hg. v. James DeMeo und Bernd Senf, Zweitausendeins, Frankfurt 1997, S. 377–410 ISBN 3-86150-239-9